# Карвиц
Карвиц (њем. Karwitz) општина је у њемачкој савезној држави Доња Саксонија. Једно је од 27 општинских средишта округа Лихов-Даненберг. Према процјени из 2010. у општини је живјело 817 становника. Посједује регионалну шифру (AGS) 3354012.

## Географски и демографски подаци
Карвиц се налази у савезној држави Доња Саксонија у округу Лихов-Даненберг. Општина се налази на надморској висини од 32 – 110 метара. Површина општине износи 31,6 km². У самом мјесту је, према процјени из 2010. године, живјело 817 становника. Просјечна густина становништва износи 26 становника/km².